# Ред Булл Арена (Зальцбург)
«Вальс-Зіценгайм (стадіон)» перенаправляється сюди. Див. також Вальс-Зіценгайм (значення)
Ред Булл Арена (нім. Red Bull Arena), до 2008 — «Зальцбург Вальс-Зіценгайм» або Стадіон «Вальс-Зіценгайм» (нім. EM-Stadion Wals-Siezenheim), до 2007 — «Буллен-Арена» (нім. Bullen-Arena) — футбольний стадіон у Вальс-Зіценгаймі (передмісті Зальцбурга), головний стадіон землі Зальцбург та найбільший суто футбольний стадіон Австрії.

## Розташування
Стадіон розташований у муніципалітеті Вальс-Зіценгайм на північ від Зальцбурга. Будівництво нової арени в досить віддаленому районі викликало певні нарікання у вболівальників, оскільки поруч зі стадіоном розташовані лише торговельний центр «Європарк» та палац Клессгайм. Проте стадіон має зручну транспортну інфраструктуру (автобусне сполучення та залізнична станція), що дозволяє вболівальникам швидко дістатися стадіону з центру міста та аеропорту.

## Історія

### Будівництво нової арени
Потреба в новому стадіоні постала у 2000 році, коли Австрія та Швейцарія подали заявку на проведення Євро-2008, оскільки головний стадіон міста «Леен» вміщував лише 14 684 глядачі та мав лише 5 300 пластикових сидінь. У 2001 році було визначено місце для будівництва нової арени, а 10 жовтня того ж року було закладено перший камінь. Будівництво тривало півтора року та коштувало близько 45 мільйонів євро. 8 березня 2003 року було урочисто відкрито новий стадіон на 18 250 місць, який став домашьою ареною зальцбурзької «Аустрії-Вюстенрот». Стадіон став першим у Австрії, на якому через особливі кліматичні умови було встановлене штучне покриття.
Влітку 2005 року стадіон було дещо оновлено, зокрема встановлене нове табло та зменшена кількість стоячих місць. Тоді ж разом із клубом «Аустрія» стадіон придбала компанія Red Bull. Нові власники вирішили змінити назву із «Зальцбург Вальс-Зіценгайм» на «Буллен Арена».

### Реконструкція до Євро-2008
До чемпіонату Європи-2008 необхідно було надбудувати другий ярус, а також тимчасово встановити трав'яний газон. Компанія PORR/Alpine змогла вирішити обидві проблеми, розширивши стадіон до 31 895 місць. 6 травня 2006 року розпочалася реконструкція стадіону, найважчим етапом якої було підняття даху на 10,5 метрів. Проект також передбачав можливість швидкої заміни газону зі штучного на трав'яний. Вартість робіт склала близько 25 мільйонів євро.
25 липня 2007 року в присутності 31 000 глядачів відбулося урочисте відкриття реконструйованої арени, якій повернули назву «Зальцбург Вальс-Зіценгайм». У товариському матчі «Ред Булл» (Зальцбург) переміг лондонський «Арсенал» з рахунком 1:0.

## Євро-2008

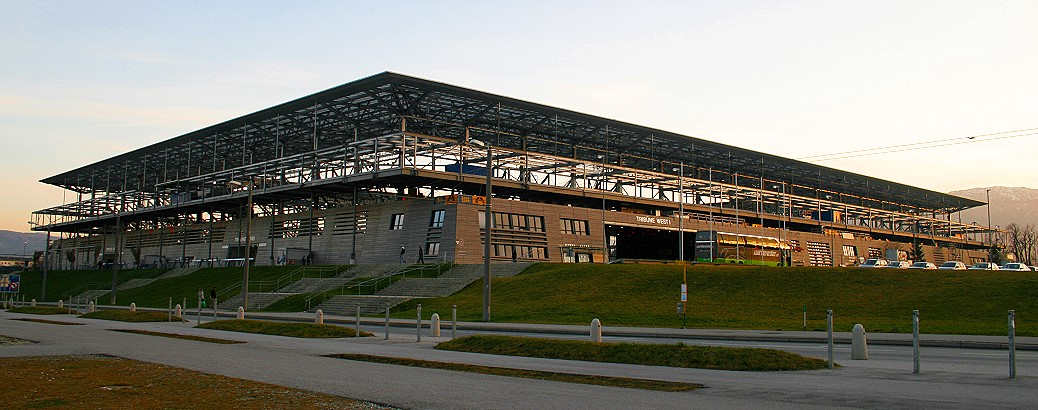
Зовнішній вигляд арени

Під час Чемпіонату Європи з футболу 2008 стадіон приймав три групові матчі (всі за участі збірної Греції):
| Дата      | Матч             | Рахунок | Раунд          | Глядачі |
| --------- | ---------------- | ------- | -------------- | ------- |
| 10 червня | Греція — Швеція  | 0:2     | Матч групи «C» | 31 063  |
| 14 червня | Греція — Росія   | 0:1     | Матч групи «C» | 31 063  |
| 18 червня | Греція — Іспанія | 1:2     | Матч групи «C» | 30 883  |

## Після Євро-2008
На відміну від Тіволі Ной та Гіпо-Арени, де було вирішено розібрати другий ярус, власники «Ред Булл Арени» (офіційна назва стадіону з липня 2008) вирішили не вдаватися до таких радикальних заходів. Було вирішено залишити другий ярус, проте відкривати його для глядачів лише під час міжнародних або інших важливих матчів. Таким чином, стадіон зможе регулярно приймати матчі збірної Австрії.